# Year Zero Remixed
Albums de Nine Inch Nails
Year Zero
(2007) Ghosts I-IV
(2008)
Year Zero Remixed, ou Y34RZ3R0R3M1X3D, ou encore Halo 25, est l'album de remix de Year Zero de Nine Inch Nails, paru le 20 novembre 2007.

## Liste des titres

### Téléchargement et CD
1. Gunshots By Computer (Saul Williams)
2. The Great Destroyer: (modwheelmood)
3. My Violent Heart (Pirate Robot Midget)
4. The Beginning Of The End (Ladytron)
5. Survivalism' (Saul Williams)
6. Vessel (Bill Laswell)
7. The Warning (Stefan Goodchild featuring Doudou N'diaye Rose)
8. Meet Your Master (The Faint)
9. God Given (Stephen Morris & Gillian Gilbert)
10. Me, I'm Not (Olof Dreijer)
11. Another Version Of The Truth (Kronos & Enrique Gonzalez Müller)
12. In This Twilight (Fennesz)
13. Zero-Sum (Stephen Morris & Gillian Gilbert)

La version CD est aussi dotée d'un DVD-ROM contenant les versions GarageBand et Ableton Live de tous les morceaux de Year Zero, permettant ainsi de les remixer soi-même.

### Vinyle
Cette édition est une pochette à six panneaux comportant 3 vinyles.
Side 1
1. Gunshots By Computer (Saul Williams)
2. The Great Destroyer (modwheelmood)
3. My Violent Heart (Pirate Robot Midget)
4. The Beginning Of The End (Ladytron)
5. Capital G (Epworth Phones)

Side 2
1. The Warning (Stefan Goodchild featuring Doudou N'diaye Rose)
2. Meet Your Master (The Faint)
3. God Given (Stephen Morris & Gillian Gilbert)
4. Vessel (Mix 1) (Bill Laswell)

Side 3
1. Capital G (Switch)
2. Me, I'm Not (Olof Dreijer)

Side 4
1. The Good Soldier (Sam Fog)
2. Vessel (Mix 2) (Bill Laswell)

Side 5
1. Capital G: (Ladytron)
2. Another Version Of The Truth: (Kronos & Enrique Gonzalez Müller)
3. In This Twilight: (Fennesz)
4. Zero-Sum: (Stephen Morris & Gillian Gilbert)